# Садовое кольцо (телесериал)
«Садо́вое кольцо́» — российский мелодраматический детективный телесериал 2016 года режиссёра Алексея Смирнова.
Премьерный показ состоялся с 18 по 30 июня 2018 года на «Первом канале».

## Сюжет
В центре сюжета — обеспеченная семья Смолиных: психотерапевт Вера, предприниматель Андрей, их сын Илья. Жизнь Веры и Андрея меняется после того, как Илья исчезает.

## В ролях

### В главных ролях
- Мария Миронова — Вера Михайловна Смолина
- Анатолий Белый — Андрей Петрович Смолин
- Евгения Брик — Анна, сестра Веры
- Ирина Розанова — Рита, мать Веры и Ани
- Виктор Грудев — Илья Смолин, сын Веры и Андрея
- Максим Виторган — Борис Кауфман
- Мария Голубкина — Катя Кауфман
- Ксения Щербакова — Саша Кауфман
- Петар Зекавица — Артём
- Илья Мирошников — Потап
- Юлия Ауг — Лариса
- Фёдор Лавров — Когтев, следователь
- Александра Ребенок — Лида
- Николай Шрайбер — Брусков

### В эпизодах
- Авдотья Смирнова — директор кризисного центра
- Даниил Стеклов — Сергей
- Константин Чепурин — отец Сергея
- Руслан Аскеров — Нодар
- Марина Васильева — Лера
- Евгения Калинец — Ирина
- Виктория Корлякова — Соня, журналистка
- Дмитрий Горевой — Костя
- Анастасия Клюева — секретарь Андрея
- Дмитрий Фрид — немец
- Альбрехт Цандер — немец
- Денис Муравлёв — переводчик
- Елена Смирнова — хозяйка квартиры
- Андрей Смирнов — сторож на штрафстоянке
- Аглая Смирнова — женщина в столовой
- Александра Смирнова — блондинка
- Алексей Смирнов — дизайнер
- Эдуард Галкин — прораб
- Яна Аносова — девушка по сопровождению
- Владимир Большов — Александр Александрович
- Юрий Салтыков — Олег Петрович
- Андрей Балякин — сотрудник ГБ
- Игорь Штернберг — адвокат
- Ирина Третьякова — адвокат
- Максим Коропцов — следователь
- Николай Дроздовский — опер
- Василий Меркулов — опер
- Дмитрий Богдан — опер
- Наталья Горшкова — женщина из приюта
- Вера Кузнецова — женщина из приюта
- Андрей Шабанов — сторож приюта

## Съёмочная группа
- Автор сценария — Анна Козлова
- Режиссёр-постановщик — Алексей Смирнов
- Продюсер и автор идеи — Валерий Тодоровский
- Оператор-постановщик — Сергей Медведев
- Художник-постановщик — Эдуард Галкин
- Композитор — Анна Друбич
- Кастинг-директор Татьяна Талькова

## Критика
Кинокритик Е. Москвитин увидел сходство сериала с фильмом А. Звягинцева «Нелюбовь», назвал его сатирой не только на действительность внутри Садового кольца, но и на российское телевидение, а из актёров отметил М. Миронову, М. Голубкину и Е. Брик.
Телекритик С. Ефимов отметил, что в сериале некому сочувствовать: почти все персонажи, кроме следователя Когтева, — «конченые уроды».
Кинокритик Н. Исакова назвала сериал «сеансом коллективной психотерапии» и пародией на традиционную мелодраму.
Кинокритик Е. Барабаш, отметив роли Ф. Лаврова и Ю. Ауг, увидела политический смысл в сериале, показанном в прайм-тайм на Первом канале — зритель сериала, наблюдая за «уродами» из среднего класса, должен сделать вывод: «Нам бы ваши заботы, гады. Вот такие, наверное, о Навальном да о Майдане и мечтают».
Писатель Д. Быков причислил сериал к жанру чёрной комедии, а его главной темой назвал тему пропавшего ребёнка, которая связывает сериал с фильмами «Антихрист» Л. фон Триера, «Нелюбовь» А. Звягинцева, «Юрьев день» К. Серебренникова и обозначает утрату образа будущего.
По мнению журналистки и поэтессы А. Боссарт, сериал «Садовое кольцо» вместе с другими проектами В. Тодоровского (фильмом «Большой» и сериалом «Частица вселенной») представляет собой трилогию, изображающую мир человеческих страстей, от которых отвык российский зритель.
Кинокритик О. Зинцов назвал сериал отражением времени, а самой яркой ролью посчитал роль И. Розановой.
Кинорежиссёр А. Сокуров упрекнул создателей фильма в средней драматургии и слабом финале, но похвалил актёрские работы Ю. Ауг («актриса шекспировского масштаба»), М. Мироновой, Ф. Лаврова.
Для кинокритика Д. Савельева сериал — это история повсеместного вранья.
Кинокритик З. Пронченко разругала и А. Смирнова за топорную режиссуру, и сценаристку А. Козлову за неумение работать с материалом, и актёров, которые «кричат дурным голосом». Она посчитала, что сюжет сериала, где единственным положительным персонажем является следователь, коррелирует с новостями Первого канала о разоблачении иностранных агентов и достижениях российской экономики, дипломатии и спорта.
Сценаристка и режиссёр А. А. Радзивилл посчитала, что, несмотря на недостатки, сериал важен благодаря попытке поговорить о главной трагедии современности — «о том, что люди живут не свои жизни».
Театровед и кинокритик А. Солнцева увидела причину бурных споров вокруг сериала в жанровой неопределённости: создатели сами не решили, что они снимают — детектив или сатиру.
Кинокритик Л. Юсипова простила сценарные и режиссёрские недостатки сериала из-за того, что создатели справились с главной темой — разрушением выстроенного на лжи мира.
Кинорежиссёр А. Смирнов (отец режиссёра сериала) признал, что не может объективно оценить работу сына, при этом отметив актёров — М. Миронову, И. Розанову, А. Белого, Ф. Лаврова.
Журналист А. Архангельский поставил сериал в ряд российских фильмов и сериалов, в которых сложился новый канон: во всех бедах виноваты родители, вышедшие из 1990-х годов, то есть сама эпоха 1990-х.